# Secondino Petronio Lacchio
Secondino Petronio Lacchio OFM (* 17. Mai 1901 in Roppolo; † 20. Februar 1976) war ein italienischer Geistlicher und römisch-katholischer Erzbischof von Changsha.

## Leben
Secondino Petronio Lacchio trat der Ordensgemeinschaft der Franziskaner bei, legte die Profess 1916 und empfing am 8. August 1926 die Priesterweihe. Pius XII. ernannte ihn am 12. Januar 1940 zum Apostolischen Vikar von Changsha und Titularbischof von Praenetus.
Die Bischofsweihe spendete ihm der Apostolische Vikar von Hengchow, Raffaele Angelo Palazzi OFM, am 26. Mai desselben Jahres; Assistenten waren Pacifico Calzolari, Apostolischer Präfekt von Xiangtan, und Laszlo Lombos, Apostolischer Präfekt von Baojing. Der Papst erhob das Apostolische Vikariat am 11. April 1946 zum Erzbistum und somit wurde Secondino Petronio Lacchio der Erzbischof. Er nahm an allen Sitzungsperioden des Zweiten Vatikanischen Konzils teil.